# Canon Yaoundé
Canon Sportif de Yaoundé, kurz Canon Yaoundé, ist ein kamerunischer Fußballverein aus Yaoundé. Aktuell spielt der Verein in der ersten Liga, der  MTN Elite One.

## Geschichte
Der 1930 gegründete Verein ist mit neun Meisterschaften und elf Pokalsiegen einer der erfolgreichsten Fußballklubs des Landes. Es gelang dreimal, die CAF Champions League zu gewinnen. Viermal stand man im Finale des afrikanischen Pokals der Pokalsieger, allerdings gelang dem Verein nur einmal, 1979, der Sieg.
Die in den Vereinsfarben rot und grün spielende Mannschaft teilt sich das Stadion Omnisports Ahmadou-Ahidjo, das 65.000 Zuschauern Platz bietet, mit dem Ortsrivalen Tonnerre Yaoundé.

## Stadion

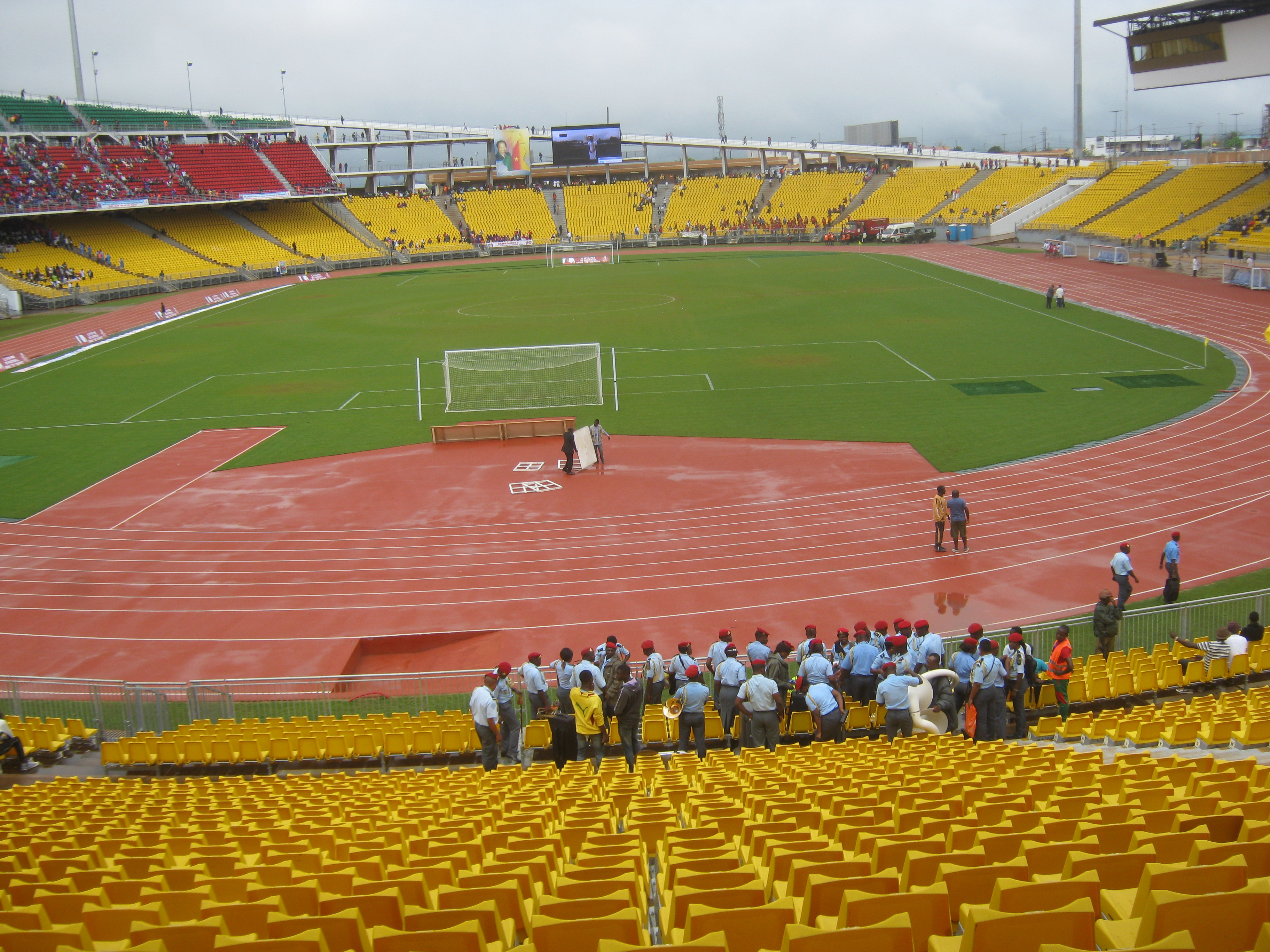
Stade Ahmadou Ahidjo

Der Verein trägt seine Heimspiele im Stade Ahmadou Ahidjo in Yaoundé aus. Das Stadion hat ein Fassungsvermögen von 42.000 Personen.

## Erfolge
- Kamerunischer Meister: 1970, 1974, 1979, 1980, 1982, 1985, 1986, 1991, 2002

- Kamerunischer Pokalsieger: 1967, 1973, 1975, 1976, 1977, 1978, 1983, 1986, 1993, 1995, 1999
- Kamerunischer Pokalfinalist: 1980, 1985, 1998

- CAF-Champions-League-Sieger: 1971, 1978, 1980

- Afrikanischer Pokal der Pokalsieger: 1979
- Afrikanischer Pokal der Pokalsieger (Finalist): 1976, 1984, 2000

## Bekannte ehemalige Spieler
- Théophile Abega (Afrikas Fußballer des Jahres 1984; später Trainer und Präsident des Vereins)
- Marc-Vivien Foé
- Thomas N’Kono (Afrikas Fußballer der Jahre 1979 und 1982)
- Jean Manga-Onguéné (Afrikas Fußballer des Jahres 1980)
- Ephrem M’Bom
- Pierre Womé
- François Omam-Biyik
- Alphonse Yombi
- Raymond Kalla

## Frauenfußball
Die Frauenfußballabteilung wurde seit 1991 sechsmal kamerunischer Meister in der Championnat de Division 1. Daneben konnte man auch neunmal den kamerunischen FA Cup gewinnen.

### Bekannte Spielerinnen
- Françoise Bella
- Adrienne Iven
- Henriette Akaba
- Christine Manie
- Michèle Mani
- Gabrielle Onguéné
- Isis Amareillle Sonkeng
- Adrienne Ndongo Fouda